# Briefmarken-Jahrgang 2003 der Bundesrepublik Deutschland

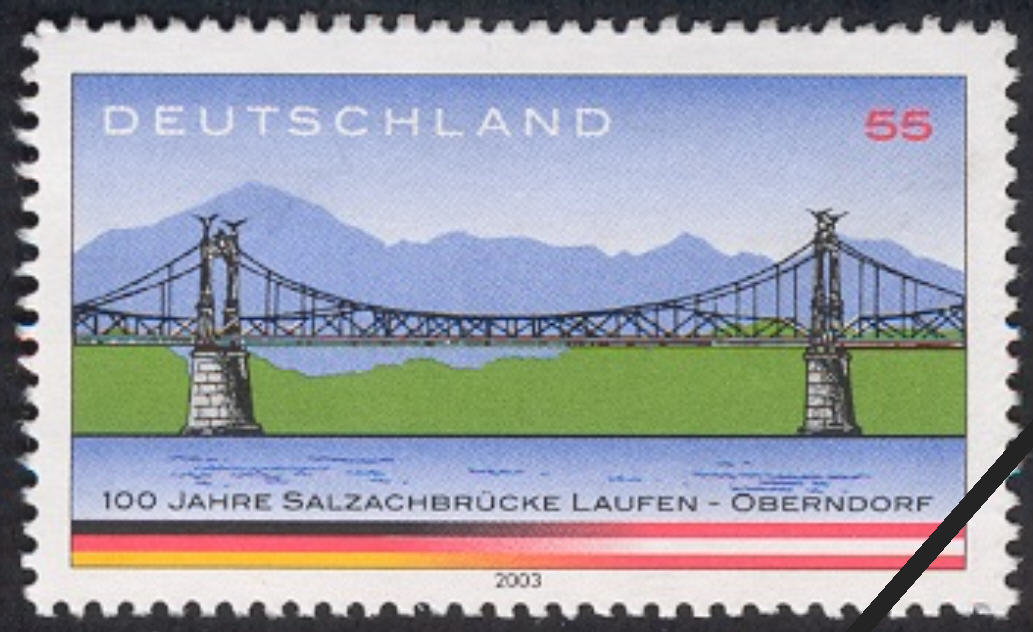
Beispielbild des Jahrgangs 2003

Der Briefmarken-Jahrgang 2003 der Bundesrepublik Deutschland wurde vom Bundesministerium der Finanzen herausgegeben. Die Deutsche Post AG war für den Vertrieb und Verkauf zuständig. Der Jahrgang umfasste 48 einzelne Sondermarken, vier Blockausgaben mit zehn Einzelmarken, drei selbstklebende Marken, sechs Dauermarken der Serie Sehenswürdigkeiten sowie eine der Frauen der deutschen Geschichte. Der Nominalwert für die Sondermarken inklusive Zuschlag betrug 64,79 Euro.

## Liste der Ausgaben und Motive
Legende
- Bild: Eine bearbeitete Abbildung der genannten Marke. Das Verhältnis der Größe der Briefmarken zueinander ist in diesem Artikel annähernd maßstabsgerecht dargestellt. Sollten keine Marken abgebildet sein, liegt es daran, dass das Urheberrecht des Künstlers noch nicht erloschen ist.
- Beschreibung: Eine Kurzbeschreibung des Motivs und/oder des Ausgabegrundes. Bei ausgegebenen Serien oder Blocks werden die zusammengehörigen Beschreibungen mit einer Markierung versehen eingerückt.
- Wert: Der Frankaturwert der einzelnen Marke in Eurocent. Ein „+“ bedeutet, dass es sich um eine Zuschlagsmarke handelt (= Frankaturwert + Spende).
- Ausgabedatum: Das Datum des erstmaligen Verkaufs dieser Briefmarke.
- Auflage: Soweit bekannt, wird hier die zum Verkauf angebotene Anzahl dieser Ausgabe angegeben.
- Entwurf: Soweit bekannt, wird hier angegeben, von wem der Entwurf dieser Marke stammt.
- Mi.-Nr.: Diese Briefmarke wird im Michel-Katalog unter der entsprechenden Nummer gelistet.

| Sondermarken – Ausgabedatum 2003, Wertangabe in Eurocent.                                   |                                                                                                   |        |               |             |                                  |               |
| Bild                                                                                        | Beschreibung                                                                                      | Wert   | Datum         | Auflage     | Entwurf                          | Mi.-Nr.       |
|                                                                                             | Serie: Kulturstiftung der Länder - Proun 30t von El Lissitzky                                     | 144    | 16. Januar    | 100.000.000 | Fritz Lüdtke                     | 2308          |
|                                                                                             | 1000 Jahre Kronach                                                                                | 45     | 16. Januar    | 100.001.560 | Ernst Kößlinger                  | 2309          |
|                                                                                             | 100. Geburtstag von Georg Elser                                                                   | 55     | 16. Januar    | 30.000.000  | Ernst Jünger und Lorli Jünger    | 2310          |
|                                                                                             | 40 Jahre Vertrag über die deutsch-französische Zusammenarbeit Gemeinschaftsausgabe mit Frankreich | 55     | 16. Januar    | 50.183.900  | Tomi Ungerer                     | 2311          |
|                                                                                             | Jahr der Bibel                                                                                    | 55     | 16. Januar    | 100.000.000 | Marie-Helen Geißelbrecht         | 2312          |
|                                                                                             | Serie: Deutsche Malerei des 20. Jahrhunderts - Junger Argentinier von Max Beckmann                | 55     | 13. Februar   | 30.000.000  | Ernst Jünger und Lorli Jünger    | 2315          |
|                                                                                             | - Komposition von Adolf Hölzel                                                                    | 100    | 13. Februar   | 40.000.000  | Ernst Jünger und Lorli Jünger    | 2316          |
|                                                                                             | Serie: Post! - Rosengruß                                                                          | 55     | 13. Februar   | 100.000.000 | Antonia Graschberger             | 2317          |
|                                                                                             | Briefmarkenblock – Berühmte Knabenchöre - Thomanerchor Leipzig                                    | 45     | 13. Februar   | 6.030.000   | Barbara Dimanski                 | Block 61 2318 |
|                                                                                             | - Dresdner Kreuzchor                                                                              | 55     | 13. Februar   | 6.030.000   | Barbara Dimanski                 | 2319          |
|                                                                                             | - Regensburger Domspatzen                                                                         | 100    | 13. Februar   | 6.030.000   | Barbara Dimanski                 | 2320          |
|                                                                                             | Serie: Post! - Rosengruß selbstklebend aus Markenheftchen                                         | 55     | 13. Februar   | 927.919.540 | Antonia Graschberger             | 2321 MH 51    |
|                                                                                             | Serie: Für den Sport – Fußball-Weltmeisterschaft 2006 in Deutschland - Torschuss                  | 45+20  | 6. März       | 2.100.000   | Lutz Menze                       | 2324          |
|                                                                                             | - Jubel                                                                                           | 55+25  | 6. März       | 2.110.000   | Lutz Menze                       | 2325          |
|                                                                                             | - Jugendfußball                                                                                   | 55+25  | 6. März       | 2.080.000   | Lutz Menze                       | 2326          |
|                                                                                             | - Kopfball                                                                                        | 55+25  | 6. März       | 2.090.000   | Lutz Menze                       | 2327          |
|                                                                                             | - Jung und Alt                                                                                    | 144+56 | 6. März       | 2.080.000   | Lutz Menze                       | 2328          |
|                                                                                             | Serie: Weltkulturerbe der UNESCO - Kölner Dom                                                     | 55     | 6. März       | 50.100.000  | Joachim Rieß                     | 2329          |
|                                                                                             | - Kölner Dom Selbstklebend aus Rollen                                                             | 55     | 6. März       | 263.860.700 | Joachim Rieß                     | 2330          |
|                                                                                             | Serie: Für die Briefmarke - 75. Jahrestag des ersten Nordatlantikflugs in Ost-West-Richtung       | 144+56 | 10. April     | 1.810.000   | Corinna Rogger                   | 2331          |
|                                                                                             | 100 Jahre Deutsches Museum, München                                                               | 55     | 10. April     | 30.000.000  | Ernst Jünger und Lorli Jünger    | 2332          |
|                                                                                             | 50 Jahre Deutscher Kinderschutzbund                                                               | 55     | 10. April     | 39.900.000  | Angela Kühn                      | 2333          |
|                                                                                             | 50 Jahre Deutsche Welle                                                                           | 55     | 10. April     | 25.000.000  | Andrea Acker                     | 2334          |
|                                                                                             | Internationale Gartenbauausstellung IGA '03, Rostock                                              | 45     | 10. April     | 40.000.000  | Karin Blume-Zander, André Zander | 2335          |
|                                                                                             | Serie: Europa - Plakatkunst                                                                       | 55     | 8. Mai        | 30.000.000  | Christof Gassner                 | 2336          |
|                                                                                             | 200. Geburtstag von Justus von Liebig                                                             | 55     | 8. Mai        | 30.000.000  | Gerhard Lienemeyer               | 2337          |
|                                                                                             | 100. Geburtstag von Hans Jonas                                                                    | 220    | 8. Mai        | 20.000.000  | Lutz Menze                       | 2338          |
|                                                                                             | 100. Geburtstag von Reinhold Schneider                                                            | 55     | 8. Mai        | 23.000.000  | Ursula Maria Kahrl               | 2339          |
|                                                                                             | 100 Jahre ADAC                                                                                    | 55     | 8. Mai        | 30.000.000  | Carsten Wolff                    | 2340          |
|                                                                                             | Erster Ökumenischer Kirchentag Berlin                                                             | 55     | 8. Mai        | 25.000.000  | Angela Kühn                      | 2341          |
|                                                                                             | 50. Jahrestag des Volksaufstandes in der DDR am 17. Juni 1953                                     | 55+25  | 12. Juni      | 3.720.000   | Ernst Jünger und Lorli Jünger    | 2342          |
|                                                                                             | Briefmarkenblock – Nationalpark Unteres Odertal                                                   | 55     | 12. Juni      | 7.000.000   | Detlef Glinski                   | Block 62 2343 |
|                                                                                             | Serie: Post! - 10 Jahre fünfstellige Postleitzahlen                                               | 55     | 12. Juni      | 35.000.000  | Eckhard Jung und Florian Pfeffer | 2344          |
|                                                                                             | 100 Jahre Salzachbrücke Gemeinschaftsausgabe mit Österreich                                       | 55     | 12. Juni      | 30.000.000  | Hannes Margreiter                | 2345          |
|                                                                                             | 50 Jahre Deutscher Musikrat                                                                       | 144    | 12. Juni      | 50.000.000  | Peter Steiner und Regina Steiner | 2346          |
|                                                                                             | 100 Jahre Salzachbrücke selbstklebend aus Markenheftchen                                          | 55     | 12. Juni      | 298.322.700 | Hannes Margreiter                | 2347 MH 52    |
|                                                                                             | Briefmarkenblock – Für die Jugend „Vater und Sohn“ von e.o.plauen Entdeckung einer Schlitterbahn  | 45+20  | 10. Juli      | 1.920.000   | Christof Gassner                 | Block 63 2349 |
|                                                                                             |                                                                                                   | 55+25  | 10. Juli      | 1.920.000   | Christof Gassner                 | 2350          |
|                                                                                             |                                                                                                   | 55+25  | 10. Juli      | 1.920.000   | Christof Gassner                 | 2351          |
|                                                                                             |                                                                                                   | 55+25  | 10. Juli      | 1.920.000   | Christof Gassner                 | 2352          |
|                                                                                             |                                                                                                   | 144+56 | 10. Juli      | 1.920.000   | Christof Gassner                 | 2353          |
|                                                                                             | Serie: Aufrechte Demokraten - 125. Geburtstag Andreas Hermes                                      | 55     | 10. Juli      | 19.000.000  | Carsten Wolff                    | 2354          |
|                                                                                             | Serie: Bilder aus Deutschland - Industrielandschaft Ruhrgebiet                                    | 55     | 10. Juli      | 29.000.000  | Heinz Schillinger                | 2355          |
|                                                                                             | Serie: Bilder aus deutschen Städten - Viktualienmarkt                                             | 45     | 7. August     | 32.000.000  | Grit Fiedler                     | 2356          |
|                                                                                             | - Altstadt von Görlitz                                                                            | 55     | 7. August     | 37.000.000  | Grit Fiedler                     | 2357          |
|                                                                                             | Serie: Naturdenkmäler in Deutschland - Versteinerter Wald von Chemnitz                            | 144    | 7. August     | 29.000.000  | Joachim Rieß                     | 2358          |
|                                                                                             | Serie: Brücken - 150 Jahre Enzviadukt, Bietigheim                                                 | 55     | 11. September | 23.000.000  | Grit Fiedler                     | 2359          |
|                                                                                             | Briefmarkenblock – Für uns Kinder - Ringelreihen der Tiere                                        | 55     | 11. September | 5.800.000   | Nina Clausing                    | Block 64 2360 |
|                                                                                             | 100. Geburtstag von Theodor W. Adorno                                                             | 55     | 11. September | 14.100.000  | Gerhard Lienemeyer               | 2361          |
|                                                                                             | Serie: Für die Wohlfahrt – Oldtimer-Automobile - Wartburg 311 Coupé                               | 45+20  | 9. Oktober    | 4.300.000   | Ernst Jünger und Lorli Jünger    | 2362          |
|                                                                                             | - Opel Olympia Rekord P1                                                                          | 55+25  | 9. Oktober    | 7.750.000   | Ernst Jünger und Lorli Jünger    | 2363          |
|                                                                                             | - Porsche 356 B Coupé                                                                             | 55+25  | 9. Oktober    | 8.600.000   | Ernst Jünger und Lorli Jünger    | 2364          |
|                                                                                             | - Ford Taunus 17 M P3                                                                             | 55+25  | 9. Oktober    | 7.590.000   | Ernst Jünger und Lorli Jünger    | 2365          |
|                                                                                             | - Auto Union 1000 S                                                                               | 144+56 | 9. Oktober    | 6.310.000   | Ernst Jünger und Lorli Jünger    | 2366          |
|                                                                                             | Deutsche Lebens-Rettungs-Gesellschaft                                                             | 144    | 9. Oktober    | 21.000.000  | Corinna Rogger                   | 2367          |
|                                                                                             | Serie: Post! – Ländlicher Hausbriefkasten                                                         | 55     | 9. Oktober    | 29.000.000  | Erna de Vries                    | 2368          |
|                                                                                             | Plusmarken-Serie: Weihnachten - Anbetung der Hirten                                               | 45+20  | 13. November  | 3.110.000   | Gerhard Lienemeyer               | 2369          |
|                                                                                             | - Die Heilige Familie                                                                             | 55+25  | 13. November  | 5.750.000   | Gerhard Lienemeyer               | 2370          |
|                                                                                             | 200. Geburtstag von Gottfried Semper                                                              | 55     | 13. November  | 25.500.000  | Paul Effert                      | 2371          |
|                                                                                             | 100 Jahre Katholischer Deutscher Frauenbund                                                       | 55     | 13. November  | 14.100.000  | Lutz Menze                       | 2372          |
|                                                                                             | 10 Jahre Vertrag von Maastricht (Europäische Union)                                               | 55     | 13. November  | 18.000.000  | Andrea Acker                     | 2373          |
| Dauermarken – Ausgabedatum 2003, Wertangabe in Euro (statt in Eurocent, siehe Sondermarken) |                                                                                                   |        |               |             |                                  |               |
| Bild                                                                                        | Beschreibung                                                                                      | Wert   | Datum         | Auflage     | Entwurf                          | Mi.-Nr.       |
|                                                                                             | Dauermarkenserie: Sehenswürdigkeiten - Beethoven-Haus Bonn                                        | 1,44 € | 16. Januar    | 237.150.000 | Sibylle und Fritz Haase          | 2306          |
|                                                                                             | - Beethoven-Haus Bonn Selbstklebend aus Business-Bogen                                            | 1,44 € | 12. Juni      | 96.550.000  | Sibylle und Fritz Haase          | 2348          |
|                                                                                             | - Staatsgalerie Stuttgart                                                                         | 1,80 € | 13. Februar   | 44.800.000  | Sibylle und Fritz Haase          | 2313          |
|                                                                                             | - Bamberger Reiter                                                                                | 2,00 € | 13. Februar   | 100.265.000 | Sibylle und Fritz Haase          | 2314          |
|                                                                                             | - Fontane-Denkmal Neuruppin                                                                       | 2,20 € | 16. Januar    | 114.860.000 | Sibylle und Fritz Haase          | 2307          |
|                                                                                             | - Seute Deern Schifffahrtsmuseum Bremerhaven                                                      | 2,60 € | 6. März       | 51.670.000  | Sibylle und Fritz Haase          | 2322          |
|                                                                                             | - Giebelhäuser Wismar                                                                             | 4,10 € | 6. März       | 68.659.000  | Sibylle und Fritz Haase          | 2323          |
|                                                                                             | Dauermarkenserie: Frauen der deutschen Geschichte - Marie Juchacz                                 | 1,00 € | 16. Januar    | 198.300.000 | Gerd Aretz, Oliver Aretz         | 2305          |

### Blockausgaben
Einzelmarken siehe Tabelle oben.
| Block 61: Berühmte Knabenchöre                                               |
| Block 62: Nationalpark Unteres Odertal                                       |
| Block 63: Serie: Für die Jugend „Vater und Sohn“ Zeichnungen von Erich Ohser |
| Block 64: Serie: Für uns Kinder                                              |

## Portokosten 2003
Portokosten (Auswahl) für Versand innerhalb Deutschlands. Teilweise gesenkte Gebühren gegenüber 2002. Veränderung zum Vorjahr in [Klammern].
- 0,45 € – Postkarte [-0,06]
- 0,55 € – Standardbrief (bis 20 g) [-0,01]
- 1,00 € – Kompaktbrief (bis 50 g) [-0,12]
- 1,44 € – Großbrief (bis 500 g) [-0,09]
- 2,20 € – Maxibrief (bis 1000 g) [-0,05]
- 3,73 € – Maxibrief Überformat [-0,05]
- 0,45 € – Infobrief Standard (ab 50 Stück) [+0,04]
- 0,24 € – Infopost Standard (ab 4000 Stück) [0,00]
- 3,68 € – Päckchen (bis 2 kg); 4,10 € ab 1.3.03 [+0,42]